# Zentralverband der Dachdecker Deutschlands
Der Zentralverband der Dachdecker Deutschlands war eine freie Gewerkschaft von Dachdeckern im Deutschen Kaiserreich und in der Weimarer Republik.

## Geschichte
Die Gewerkschaft wurde 1889 mit dem Namen Verband der vereinigten Dachdeckergesellen Deutschlands gegründet. Bereits 1891 wurde der Verband in Verband der vereinigten Dachdeckergesellen und Berufsgenossen Deutschlands und 1905 in Zentralverband der Dachdecker Deutschlands umbenannt. Sitz war in Frankfurt am Main.
Der Zentralverband war Mitglied in der Generalkommission der Gewerkschaften Deutschlands und beim Nachfolger Allgemeiner Deutscher Gewerkschaftsbund. Ebenso beim
Bauarbeiter-Internationale.
Im Jahr 1931 schlossen sich der Dachdeckerverband dem Deutschen Baugewerksbund an.

## Vorsitzende
- 1889–1890er Jahre: Wilhelm Rackwitz
- 1890er Jahre–1916: Georg Diehl
- 1916–1933: Theodor Thomas